# Lysandra radiosa
Lysandra radiosa är en fjärilsart som beskrevs av Gaschet 1877. Lysandra radiosa ingår i släktet Lysandra och familjen juvelvingar. Inga underarter finns listade i Catalogue of Life.